# Dichonia mioleuca
Dichonia mioleuca là một loài bướm đêm trong họ Noctuidae.